# رودولف پرک
رودولف پرک (آلمانی: Rudolf Prack; ۲ اوت ۱۹۰۵ – ۲ دسامبر ۱۹۸۱) هنرپیشه اهل اتریش بود.
وی بازیگر فیلم‌هایی همچون اورینت اکسپرس و بازگشت بوده‌است.